# Different World (албум Алана Вокера)
Different World је дебитантски студијски албум норвешког музичког продуцента Алана Вокера. Издат је 14. децембра 2018. године посредством MER Musikk-а и Sony Music Entertainment-а, а у његов састав ушао је и сингл Faded из 2015. који је имао велики комерцијални успех. Албум такође успева у трилогији издања која су довела до албума под називом World of Walker. Истоимени албум се састојао од синглова: All Falls Down, Darkside и Diamond Heart.

## О албуму
Албум обухвата извођаче попут Стива Аокија, Ное Сајрус и Digital Farm Animals. Вокер је о албуму рекао: „Невероватан је осећај кад могу да објавим свој дебитантски албум, Different World. Ове последње године биле су потпуно надреалне и заиста нисам ни слутио да ћу доћи до те тачке када сам почео. за мене веома другачије. Ово је нешто на чему сам радио извесно време и веома сам узбуђен што ћу га коначно поделити са светом и чути реакције мојих обожавалаца!” Покренута је кампања за албум под називом „#CreateADifferentWorld” (превод: #СтворитеДругачијиСвет). Циљ је подизање свести на тему климатских промена.

## Критички пријем
је написао да албум „проширује најпотпунији портрет свог особеног звука” и описао га „збирком песама повезном чврстим нитима која јасно изражава Вокерово звучно умеће.” Billboard га је описао „претварањем блебетајућих синтисајзерских мелодија у заједничко/групно певање које топи топле карипске ритмове са хардстајл бумовима (успонима) и електрише плесни подијум онолико колико му је циљ радијска приправност”.

## Комерцијални учинак
Према Billboard-овом извештају, албум је продат у више од 93.000 примерака у Сједињеним Америчким Државама, а Faded је прикупио 192.396.000 репродукција.

## Позиција
| Позиције (2018—2019)                    | Максимални положај |
| --------------------------------------- | ------------------ |
| Аустрија (Ö3 Austria)                   | 59                 |
| Белгија (Ultratop Flanders)             | 123                |
| Белгија (Ultratop Wallonia)             | 137                |
| Канада (Billboard)                      | 83                 |
| Холандија (Album Top 100)               | 29                 |
| Финска (Suomen virallinen lista)        | 1                  |
| Немачка (Offizielle Top 100)            | 39                 |
| Летонија (LAIPA)                        | 9                  |
| Норвешка (VG-lista)                     | 1                  |
| Пољска (ZPAV)                           | 31                 |
| Шведска (Sverigetopplistan)             | 15                 |
| Швајцарска (Schweizer Hitparade)        | 15                 |
| САД денс/електронски албуми (Billboard) | 2                  |
| САД Top Heatseekers (Billboard)         | 8                  |

| Позиције (2019)                         | Положај |
| --------------------------------------- | ------- |
| Холандија (Album Top 100)               | 60      |
| Шведска (Sverigetopplistan)             | 51      |
| Швајцарска (Schweizer Hitparade)        | 96      |
| САД денс/електронски албуми (Billboard) | 7       |